# Agrilus ferrisi
Agrilus ferrisi är en skalbaggsart som beskrevs av Dury 1908. Agrilus ferrisi ingår i släktet Agrilus och familjen praktbaggar. Inga underarter finns listade i Catalogue of Life.